# Happy Smile!
Happy Smile!(해피 스마일!)은 2011년 11월 23일에 발매된 아시다 마나의 첫 번째 정규 음반이다.

## 개요
대히트곡 마루 마루 모리 모리!는 물론, 데뷔 싱글 멋진 일요일~Gyu Gyu 굿데이!~와, 다케우치 마리야, 키시타니 카오리가 제공한 신곡, 더불어 공식 웹사이트에서 모집한 ‘엄마들이 고른 마나짱이 불러주었으면 하는 커버곡’ 상위 2곡도 수록된 알찬 데뷔 앨범이다. 초회한정반, 통상반으로 구성되어 있으며, 아시다 마나의 사진으로 가득 꾸며진 호화 북클릿 20쪽 수록.

## 수록곡
1. 愛菜のラブリーロックンロール
작사, 작곡 : 기시타니 카오리 / 편곡 : 가메다 마사토
2. やさしさに包まれたなら[1][2]
작사, 작곡 : 아라이 유미 / 편곡 : 이치카와 준
3. ステキな日曜日~Gyu Gyu グッデイ!~
작사 : 아사리 신고, 와타나베 나쓰미 / 작곡 : 아사리 신고 / 편곡 : h-wonder
4. Best friend[1][2]
작사, 작곡 : 다마시로 지하루 / 편곡 : 나카노 사다히로
5. ピカピカウサギのマーチ(アルバム・バージョン) / 앨범 버전
작사, 작곡, 편곡 : 가노 카오리
6. マル・マル・モリ・モリ!
작사, 작곡, 편곡 : 미야시타 고지
7. みんなのハッピーバースデイ
작사, 작곡 : 다케우치 마리야 / 편곡 : 나카니시 료스케

### 초회한정반 DVD
1. 신곡 “みんなのハッピーバースデイ”의 뮤직 비디오
2. 아시다 마나와 공식 웹사이트를 통해 모집한 사람들의 미소로 만든 스마일 미니 포스터 봉입

## 차트
- 주간최고순위 6위 (오리콘 차트)[3]